# Burzenin (gmina II RP)
Burzenin (do 1870 miasto Burzenin) – dawna gmina o nieuregulowanym statusie istniejąca w latach 191?–1922 w woj. łódzkim. Siedzibą władz gminy była osada miejska Burzenin.
Do 30 maja 1870 Burzenin był miastem i stanowił odrębną gminę miejską; po odebraniu praw miejskich i przekształceniu w osadę, miejscowość została włączona do gminy Majaczewice (powiat sieradzki; gubernia kaliska).
Podczas I wojny światowej niemieckie władze zaborcze przywróciły Burzeninowi samorząd miejski, lecz miejscowość nie została uwzględniona w dekrecie z 4 lutego 1919 o samorządzie miejskim, ani w jego uzupełnieniach. Ponieważ Burzenin nie wrócił do kategorii osad i nadal rządził się ustawą okupacyjną stanowił jednostkę o nieuregulowanym statusie (powiat sieradzki, woj. łódzkie)
Ostatecznie, w wykazie podziału administracyjnego GUS:u z 1923 roku (stan na 1 stycznia) Burzenin nie został zaliczony do miast i znalazł się ponownie w składzie gminy Majaczewice.